# La Réforme (journal, 1843)
Pour les articles homonymes, voir Réforme.
La Réforme est un quotidien fondé par Alexandre Ledru-Rollin le 29 juillet 1843.

## Historiographie
Ce journal défend des idées républicaines et sociales. Y ont collaboré entre autres : Étienne Arago, Godefroy Cavaignac, Louis Blanc, Pierre Leroux, Félix Pyat, Victor Schœlcher ou encore Lamennais. Proudhon, Karl Marx, Michel Bakounine y ont publié des articles. Le directeur en était Ferdinand Flocon.
Des collaborateurs du journal firent partie du gouvernement provisoire de 1848 qui dirigea la Deuxième République au printemps 1848.
En février 1848, Charles Ribeyrolles devient le rédacteur en chef en remplacement de Ferdinand Flocon. Mais après la manifestation au Conservatoire national des arts et métiers de la journée du 13 juin 1849, il est jugé par contumace par la Haute Cour de justice de Versailles. En fuite, il échappe à la police et donne au sénateur Pierre Joigneaux des consignes pour la direction du journal pendant son absence qu'il espère être de courte durée.
Après le coup d'État du 2 décembre 1851 de Napoléon III et l'instauration du Second Empire, le journal est interdit.

## Tirage
1 698 exemplaires en 1845, 1 860 en 1846. Fin de publication : 11 janvier 1850.